# 9 to 5 (Musical)
9 to 5 – Warum eigentlich bringen wir unseren Chef nicht um? ist ein Musical von Dolly Parton aus dem Jahr 2009, das auf dem Film Warum eigentlich … bringen wir den Chef nicht um? (im Original: 9 to 5) aus dem Jahr 1980 basiert.

## Aufführungen
Die Uraufführung von 9 to 5 fand 2009 am Broadway statt. Ein Jahr davor wurden bereits sogenannte Tryouts in Los Angeles gespielt. Diese dienten dazu die Resonanz des Publikums zu ermitteln. Danach wurde das Musical teils verändert.
Im Jahr 2016 wurde es im Zeltpalast Merzig in deutscher Sprache erstmals aufgeführt. Im Juni 2024 wurde das Stück von der Musicalcompany München unter der Regie von Dorothee Weingarten inszeniert und in sechs Shows an zwei Wochenenden aufgeführt.
Von Januar bis März 2025 finden 18 Aufführungen des „SHOW AB Musicalensemble München“ unter der Regie von Thorsten Schmidt im Spectaculum Mundi München statt.

## Handlung

### Akt 1
Violet ist eine alleinerziehende Mutter und die Bürovorsteherin bei Consolidated. Sie soll Judy einarbeiten, die sich mit einem gefälschten Lebenslauf eine Stelle als Sekretärin ergattert. Daneben gibt es noch die verheiratete, blonde Südstaatenschönheit Doralee, die ebenfalls Sekretärin ist. Sie wird von ihrem Boss Franklin Hart Jr. unentwegt belästigt. Er verbreitet in der Firma sogar das Gerücht, sie hätten ein Verhältnis miteinander. Deswegen wird Doralee von ihren Arbeitskollegen gemieden. Daneben gibt es noch Joe, der ein Auge auf Violet geworfen hat. Sie empfindet auch etwas für ihn, kann sich ihm jedoch nicht öffnen. Außerdem ist da noch Roz, die in Hart Jr. verliebt ist und seine Administratorin ist. Sie gilt als intrigant und hinterhältig. Sie versucht alles, um die Aufmerksamkeit von Hart zu gewinnen.
Im Laufe des ersten Aktes freunden sich Judy, Doralee und Violet an. Während sie zusammen Pott rauchen, schmieden sie Pläne Hart aus dem Weg zu räumen und nehmen ihn nach ihren Fantasien gefangen.

### Akt 2
Hart wird weiterhin von Judy, Doralee und Violet gefangen gehalten. Unter Violets Leitung mit gelockerten Regeln wird die Firma noch lukrativer und generiert bessere Geschäftszahlen. Sie gesteht sich die Liebe zu Joe ein und wird letztlich die Geschäftsführerin von Consolidated. Judy trennt sich endgültig von Dick und wird Autorin und Doralee wird Sängerin. Hart wird, nachdem er aus den Fängen der Frauen entkommen ist, von seinem Chef versetzt, bei dem Versuch Judy, Doralee und Violet der Entführung zu bezichtigen.

## Besetzung
Die Auflistung der Besetzung beinhaltet lediglich die Hauptrollen
| Rolle              | Originale Broadway Besetzung | Originale Merziger Besetzung | Originale Münchner Besetzung 1. Wochenende / 2. Wochenende |
| ------------------ | ---------------------------- | ---------------------------- | ---------------------------------------------------------- |
| Violet Newstead    | Allison Janney               | Edda Petri                   | Michaela Prostmeier / Johanna Ferlic                       |
| Judy Bernly        | Stephanie J. Block           | Sabrina Harper               | Larissa Klett / Christina Veith                            |
| Doralee Rhodes     | Megan Hilty                  | Sarah Bowden                 | Antonia Willemsen / Nina Fischer                           |
| Franklin Hart, Jr. | Marc Kudisch                 | Frank Winkels                | Konstantin Pelz / Martin Schupfinger                       |
| Roz Keith          | Kathy Fitzgerald             | April Hailer                 | Rebecca Raitz / Resi Fata                                  |
| Joe                | Andy Karl                    | Benjamin Sommerfeld          | Simon Engelke / William Rapprich                           |

## Titelliste
Act I
- „9 to 5“ § – Violet, Doralee, Dwayne, Judy und Ensemble
- „Around Here“ – Violet und Ensemble
- „Here for You“ – Franklin
- „I Just Might“ § – Judy, Doralee und Violet
- „Backwoods Barbie“ § – Doralee
- „The Dance of Death“ – Judy, Franklin und Ensemble
- „Cowgirl's Revenge“ – Doralee, Franklin und Ensemble
- „Potion Notion“ – Violet, Franklin und Ensemble
- „Joy to the Girls“ * – Judy, Doralee, Violet, Franklin und Ensemble
- „Heart to Hart“ – Roz und Ensemble
- „Shine Like the Sun“ § – Doralee, Judy und Violet

Act II
- Entr'acte – Instrumental
- „One of the Boys“ – Violet and Boys
- „5 to 9“ – Roz
- „Always a Woman“ * – Franklin und männliches Ensemble
- „Change It“ *§ – Doralee, Violet, Judy und Ensemble
- „Let Love Grow“ § – Joe und Violet
- „Get Out and Stay Out“ § – Judy
- „Finale: 9 to 5“ – Ensemble

Anmerkungen
* Diese Lieder wurden nach dem Tryout in Los Angeles zur Titelliste hinzugefügt.
§ Diese Lieder wurden von Dolly Parton auf ihren Platten (9 to 5 and Odd Jobs [1981], Backwoods Barbie [2008], Better Days [2011]) aufgenommen.
Das Lied 9 to 5 diente bereits als Titellied zum Film Warum eigentlich … bringen wir den Chef nicht um? von 1980.

## Soundtrack-Album
Ein englischsprachiges Soundtrack-Album wurde 2009 veröffentlicht, das auch für einen Grammy in der Kategorie Bestes Musical Album nominiert war. Eine deutschsprachige CD wurde bislang nicht publiziert.